# هنری لوکاس (سیاستمدار)

نشان لوکاس که نشانگر شش مکان: ساکسام کوچک، سافولک و شنفیلد، اسکس، سکسهام کوچک و آرگنت به صورت شش حلقه است

هنری لوکاس (انگلیسی: Henry Lucas; ۱ ژانویهٔ ۱۶۱۰ – ۱ ژانویهٔ ۱۶۶۳) روحانی و سیاستمداری بود که در طی سال‌های ۱۶۴۰ تا ۱۶۴۸ در مجلس عوام انگلستان عضویت داشت.
هنری لوکاس کرسی ریاضیات لوکاسی را پیشنهاد و تأمین بودجه کرده‌است.

## زندگی
هنری لوکاس دانشجوی کالج سنت جان، کمبریج بود. او دبیر هنری ریچ، ارل اول هلند (رئیس دانشگاه کمبریج) شد. در آوریل ۱۶۴۰، وی به عضویت پارلمان دانشگاه کمبریج در پارلمان کوتاه انتخاب شد. وی در نوامبر ۱۶۴۰ نیز دوباره به عنوان نماینده دانشگاه کمبریج برای پارلمان طولانی انتخاب شد. در سال ۱۶۴۸ به دنبال جنگ‌های داخلی و در خلال «پاک‌سازی پراید» (Pride's Purge) (و اعدام هنری ریچ) از مجلس کنار گذاشته شد.
لوکاس ازدواجی نکرد و در ۵۳ سالگی در چنسری لین لندن درگذشت و در ۲۲ ژوئیه ۱۶۶۳ در کلیسای تمپل به خاک سپرده شد. از او امروز غالباً به عنوان فردی خیرخواه یاد می‌شود.

## نیکوکاری
در وصیت‌نامهٔ خود، لوکاس مؤسسهٔ خیریهٔ هنری لوکاس را با مبلغ ۷٬۰۰۰ پوند تأسیس کرد تا صرف ساخت نوان‌خانه برای مردان سالخوردهٔ فقیر و استخدام یک روحانی به‌عنوان مباشر آن شود. این افراد مستمند بایستی از بین فقیرترین ساکنان بخش جنگل برک‌شایر و بیلویکِ ساری در جنگل یا اطراف آن انتخاب شوند. بیمارستان اصلی توسط مجریان «خیریهٔ لوکاس» در زمینی به مساحت ۱٫۵ هکتار (۶۰۰۰ مترمربع) در ووکینگهام در سال ۱۶۶۶ ساخته شد.
لوکاس همچنین مجموعهٔ ۴۰۰۰ کتاب خود (از جمله دیالوگ گالیله در سال ۱۶۳۲) را به همراه زمین کافی برای درآمد ۱۰۰ پوند در سال، به کتابخانه دانشگاه کمبریج وصیت کرد (که قرار بود برای تأمین بودجهٔ استادی «ریاضی» استفاده شود) و اکنون کرسی ریاضیات لوکاسین است.